# Marketing de vizinhança
O local store marketing, mais conhecido como marketing de vizinhança, é um conceito que se refere a aplicação de diferentes variáveis do marketing dependendo do local do negócio, incluindo características como o perfil do consumidor e concorrentes. De maneira genérica, o local store marketing, pode se referir a qualquer técnica de marketing utilizada por uma empresa, de qualquer nicho de mercado, para se destacar na área em que ela opera. Para a maior parte dos profissionais de marketing e de publicidade, o termo local store marketing é utilizado para definir as táticas que serão aplicadas por uma empresa local para complementar uma iniciativa maior de marketing que está sendo determinado pelo empresário, franqueador ou similar. 
O marketing de vizinhança inclui uma série de técnica utilizada por negócios em todos as localidades e que pode ser aplicada tanto pelo varejista, que quer otimizar as ações de marketing da loja, quanto pelo fabricante, em relação direta aos produtos. Algumas dessas técnicas incluem a promoção dos estabelecimentos, personalizadas e enviadas aos consumidores locais, como releases para imprensa, organização de eventos, patrocínios para promoções e investindo em espaços na mídia, como televisões ou jornais locais, por exemplo. 
Estima-se que 80% da receita dos clientes são gastos na sua vizinhança. Com ações locais, o local store marketing gera impacto na comunidade que cerca o negócio, de forma geolocalizada e baseando-se em dados sobre frequência e fidelidade do consumidor. Com a popularização dos smartphones e com o maior acesso à internet, essas práticas podem ser feitas a partir de anúncios inteligentes geolocalizados, por exemplo, nas redes sociais ou até sites de notícias. 